# Pajęczarki
Pajęczarki – polski film obyczajowy w reżyserii Barbary Sass z 1993 roku.
Film kręcono w Warszawie i Nowym Jorku. Piosenki "Autostrada piekło-niebo" i "Whenever" wykonała Edyta Górniak. Obrazy z filmu namalował Klaudiusz Majkowski.

## Główni bohaterowie
- Ewa Wiśniewska - Adrianna Biedrzyńska
- Magda Wiśniewska - Maria Pakulnis
- Ryszard Brun - Jan Nowicki
- Andrzej (kolega Ewy) - Wojciech Malajkat
- Ostrowska (gospodyni Ewy) - Danuta Szaflarska

Wystąpili również
- Włodzimierz Adamski - trener Ewy
- Mirosław Kowalczyk - mężczyzna na przyjęciu u Bruna
- Igor Michalski - redaktor naczelny
- Marek Walczewski - artysta malarz
- Paweł Wilczak - dziennikarz

## Opis fabuły
Bohaterkami filmu są dwie siostry, Magda i Ewa. Magda zajmuje się dziennikarstwem, a Ewa jest gimnastyczką. Obie jednak borykają się z problemami finansowymi. Ewa dowiaduje się o wyjeździe na zawody za ocean, Magda postanawia pojechać z siostrą. Nie stać jej jednak na tak kosztowną wyprawę. Magda namawia siostrę na kradzież majątku jej byłego męża.